# Ten Little Indians (1965)
Ten Little Indians is een Britse film uit 1965, geregisseerd door George Pollock, gebaseerd op de bestseller Tien kleine negertjes van Agatha Christie, in een scenario van Peter Welbeck, Peter Yeldham, Erich Kröhnke en Enrique Llovet.
Het is de tweede verfilming van de novelle van Christie uit 1939, na And Then There Were None uit 1945 van René Clair.

## Rolverdeling
| Acteur             | Personage                   | Overeenkomstig personage in boek |
| ------------------ | --------------------------- | -------------------------------- |
| Shirley Eaton      | Ann Clyde                   | Vera Elizabeth Claythorne        |
| Hugh O'Brian       | Hugh Lombard/Charles Morley | Philip Lombard                   |
| Stanley Holloway   | William Blore               | William Henry Blore              |
| Dennis Price       | Dr. Edward Armstrong        | Dr. Edward George Armstrong      |
| Wilfrid Hyde-White | Arthur Cannon               | Lawrence John Wargrave           |
| Daliah Lavi        | Ilona Bergen                | Emily Caroline Brent             |
| Leo Genn           | Sir John Mandrake B.C.      | John Gordon Macarthur            |
| Fabian             | Michael "Mike" Raven        | Anthony James "Tony" Marston     |
| Marianne Hoppe     | Elsa Grohmann               | Ethel Rogers                     |
| Mario Adorf        | Joseph Grohmann             | Thomas Rogers                    |
| Christopher Lee    | de stem van "Mr. U.N. Owen" | Ulick Norman Owen                |